# لادلا (فیلم)
لادلا (انگلیسی: Laadla) یا پسر مورد علاقه فیلمی در ژانر درام، محصول سال ۱۹۹۴ به کارگردانی راج کانوار است. لادلا در زبان هندی به معنای پسر مورد علاقه می‌باشد.